# Conversa fiada (teoria dos jogos)
Na teoria dos jogos, conversa fiada é qualquer comunicação entre jogadores que não afeta diretamente as recompensas do jogo. Prover e receber informações é gratuito. Isso está em contraste com a sinalização, na qual o envio de certas mensagens podem ser onerosas para o remetente, dependendo do estado de mundo.
Um ator tem a informação e o outro tem capacidade de agir. O jogador informado pode escolher estrategicamente o que dizer ou não. As coisas se tornam interessantes quando os interesses dos jogadores não estão alinhados. O exemplo clássico é o do especialista (por exemplo, um ecologista) tentando explicar o estado de mundo para um tomador de decisão desinformado (como um político votando num projeto de lei do desmatamento). O tomador de decisão, após ouvir o relatório do especialista, deve então tomar uma decisão que afete as recompensas de ambos jogadores.
Essa configuração básica definida por Crawford e Sobel  tem dado origem a uma variedade de variantes.
Para dar uma definição formal, conversa fiada é a comunicação que é:
1. sem custos para transmitir e receber;
2. não-vinculada (por exemplo: não limita as escolhas estratégicas por qualquer das partes);
3. não verificada (por exemplo: não pode ser verificada por uma terceira parte, como um tribunal).

Portanto, um agente engajando-se em conversa fiada poderia mentir com impunidade, mas pode escolher em equilíbrio a não fazer isso.

## Artigo original de Crawford e Sobel

### Definição
Na forma básica do jogo, há dois jogadores se comunicando, um remetente S e um receptor R.
Tipo. Remetente S obtém o conhecimento do estado do mundo ou do seu "tipo" t. Receptor R não sabe o t ; ele só tem crenças ex-ante a respeito disso, e depende de uma mensagem do S  para possivelmente melhorar a precisão de suas crenças.
Mensagem. S decide enviar mensagem m. Mensagem m pode divulgar informações completas, mas também pode dar informações limitadas e turvas: normalmente dizem que "O estado de mundo está entre t1 e t2". Pode acabar dando nenhuma informação.
A forma da mensagem não importa, desde que haja o entendimento mútuo, a interpretação comum. Poderia ser uma declaração geral de um presidente do banco central, um discurso político em qualquer idioma, etc. Qualquer que seja a forma, é eventualmente levado a significar que "O estado de mundo está entre t1 e t2".
Ação. Receptor R recebe a mensagem m. R atualiza suas crenças sobre o estado de mundo, dado nova informação de que ele pode obter, usando a regra de Bayes. R decide executar a ação a. Essa ação impacta tanto a sua própria utilidade quanto a do remetente 
Utilidade. A decisão de S sobre o conteúdo de m é baseada em maximizar sua utilidade, dado o que ele espera R fazer. Utilidade é uma forma de quantificar a satisfação de desejos. Pode ser lucro financeiro, ou satisfação não monetária—por exemplo, a proteção do meio ambiente.
→ Utilidades quadráticas:
As respectivas utilidades de S e R podem ser especificadas pelo seguinte:
{\displaystyle }
{\displaystyle }

A teoria aplica-se à formas mais gerais de utilidade, porém preferências quadráticas tornam a exposição mais fácil. Assim, S e R têm objetivos diferentes se b ≠ 0. O parâmetro b é interpretado como um conflito de interesse entre os dois jogadores, ou, alternativamente, como viés.
UR é maximizado quando a = t, o que significa que o receptor quer tomar a ação que corresponde ao estado do mundo, o qual ele não sabe em geral. US é maximizado quando a = t + b, o que significa que S quer que uma ação um pouco maior seja tomada. Já que S não controla a ação, S deve obter a ação desejada escolhendo qual informação revelar. Cada utilidade depende do estado do mundo e das decisões de ambos os jogadores que eventualmente levarão à ação a.
Equilíbrio de Nash. Nós olhamos para um equilíbrio onde cada jogador decide de forma ideal, supondo que o outro jogador também decide de forma otimizada. Os jogadores são racionais, embora o R possua apenas informações limitadas. As expectativas são concretizadas, e não há incentivo para desviar-se dessa situação.

### Teorema

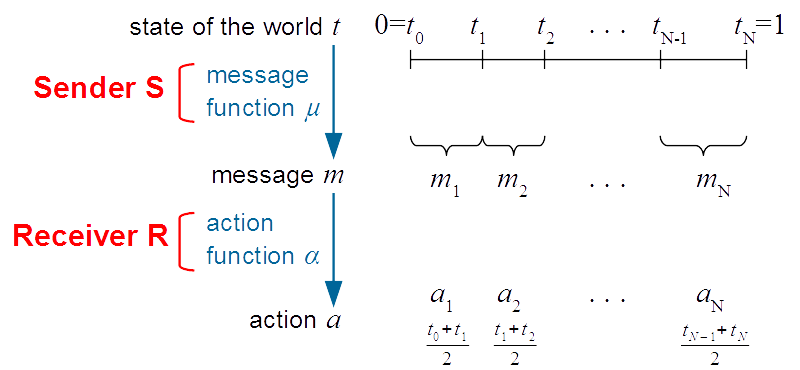
Figura 1: Configuração de comunicação da conversa fiada

Crawford e Sobel caracterizam possíveis equilíbrios de Nash.
- Normalmente, existem vários equilíbrios, mas em um número finito.
- Separar, o que significa que a revelação da informação completa não é um equilíbrio de Nash.
- Balbuciar, o que significa que nenhuma informação é transmitida, é sempre um resultado de equilíbrio.

Quando os interesses estão alinhados, então a informação é totalmente revelada. Quando o conflito de interesses é muito grande, toda a informação é mantida em segredo. Esses são casos extremos. O modelo permite casos mais sutis quando os interesses são próximos, porém diferentes. Nesses casos o comportamento otimizado leva a algumas mas não todas as informações sendo reveladas, levando a vários tipos de frases cuidadosamente redigidas que podemos observar.
De forma mais geral :
- Existe N* > 0 tal que, para todo N , com 1 ≤ N ≤ N*,
- existe, no mínimo, um equilíbrio em que o conjunto de ações induzidas tem cardinalidade N; e, além disso,
- não há equilíbrio que induz mais do que N* ações.

Mensagens. Enquanto as mensagens poderiam assumir ex-ante um número infinito de possíveis valores de µ(t) para o número infinito de possíveis estados do mundo t, na verdade, elas podem levar apenas um número finito de valores (m1, m2, . . . , m,N).
Assim, um equilíbrio que pode ser caracterizado por uma partição (t0(N), t1(N). . . tN(N)) do conjunto de tipos de [0, 1],
onde 0 = t0(N) < t1(N) < . . . < tN(N) = 1. Esta partição é mostrada no segmento do canto superior direito da Figura 1.
Os ti(N)s são os limites dos intervalos onde as mensagens são constantes: para ti-1(N) < t < ti(N), µ(t) = mi.
Ações. Já que ações são funções de mensagens, ações também são constantes ao longo desses intervalos:
para ti-1(N) < t < ti(N), α(t) = α(mi) = i.
A função ação é agora, indiretamente, caracterizada pelo fato de que cada valor de ai otimiza o retorno para o R, sabendo que t está entre t1 e t2. Matematicamente (supondo que t é uniformemente distribuído em [0, 1]),
{\displaystyle }

→ Utilidades quadráticas:
Dado que R sabe que t está entre ti-1 e ti, e no caso especial de utilidade quadrática onde R quer ação a estando o quão perto de t quanto possível, podemos mostrar que de maneira intuitiva, a ação ideal é o meio do intervalo:
{\displaystyle }
Condição de indiferença.
O que acontece em t = ti? O remetente tem de ser indiferente entre o envio de uma mensagem mi-1 ou mi.
{\displaystyle }       1 ≤ i≤ N-1
→ Praticamente:
Vamos considerar uma partição de tamanho N.
Pode-se mostrar que {\displaystyle }
N deve ser suficientemente pequeno para que o numerador seja positivo. Isso determina o valor máximo permitido {\displaystyle } onde {\displaystyle } é o teto de {\displaystyle }, i.e. o menor inteiro positivo maior ou igual a {\displaystyle }. 
Exemplo: Vamos supor que b = 1/20. Então, N* = 3. Vamos agora descrever todos os equilíbrios para N=1, 2, ou 3 (ver Figura 2).

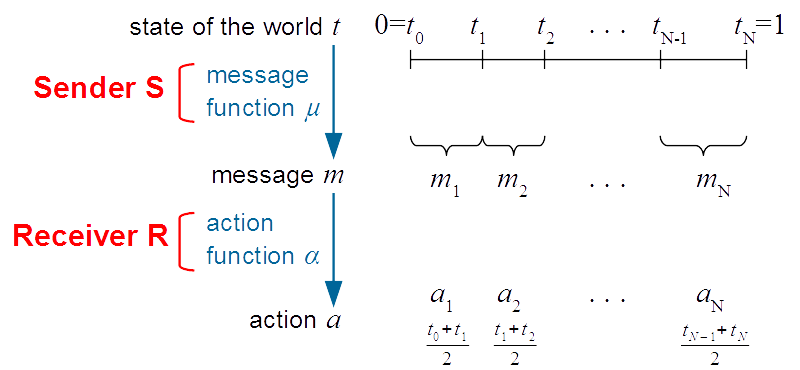
Figura 1: Configuração de comunicação da conversa fiada

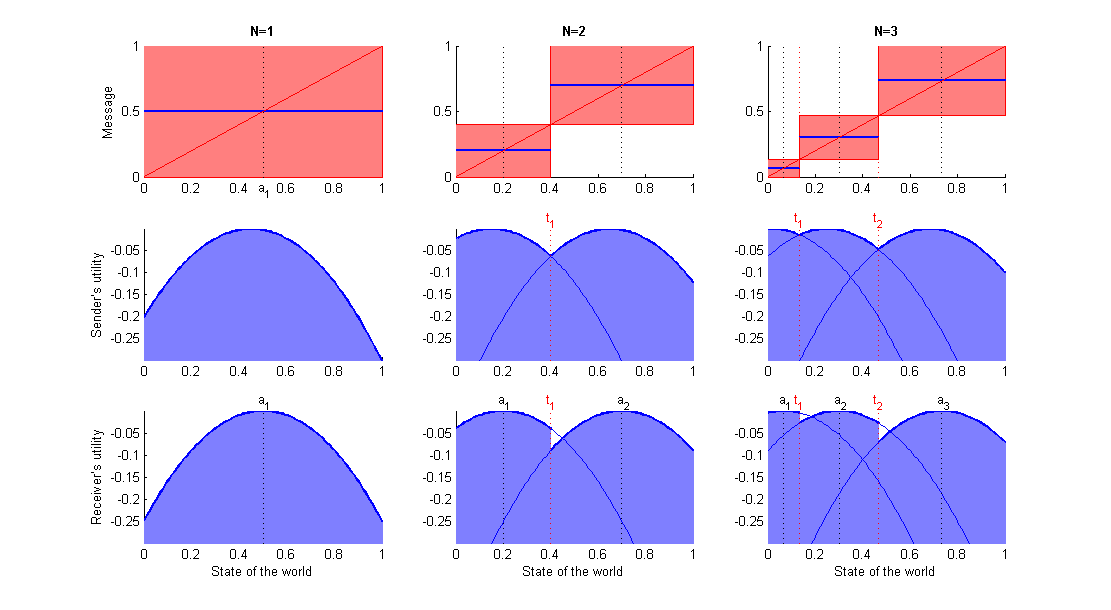
Figura 2: Mensagem e utilidades para conflito de interesse b = 1/20, para N=1, 2, e 3

N = 1: Este é o equilíbrio de balbuciar. t0 = 0, t1 = 1; a1 = 1/2 = 0.5.
N = 2: t0 = 0, t1 = 2/5 = 0.4, t2 = 1; a1 = 1/5 = 0.2, 2 = 7/10 = 0.7. 
N = N* = 3: t0 = 0, t1 = 2/15, t2 = 7/15, t3 = 1; a1 = 1/15, 2 = 3/10 = 0.3, 3 = 11/15.
Com N = 1, obtemos a mensagem mais grosseira possível, que não dá nenhuma informação. Então, tudo é vermelho no canto superior esquerdo do painel. Com N = 3, a mensagem é mais fina. No entanto, ela continua a ser bastante grossa em comparação a revelação plena, que seria a linha de 45° , mas que não é um equilíbrio de Nash.
Com um maior N, e uma mensagem mais fina, a área azul é a mais importante. Isso implica maior utilidade. A divulgação de mais informações beneficia ambas as partes.

## Aplicações

### Teoria dos jogos
Conversa fiada pode, no geral, ser colocada em qualquer jogo e tem o potencial de melhorar o conjunto de possíveis resultados de equilíbrio. Por exemplo, pode-se adicionar uma rodada de conversa fiada no início da Batalha dos Sexos. Cada jogador anuncia se ele tem intenção de ir ao jogo de futebol, ou à ópera. Sendo que a Batalha dos Sexos é um jogo de coordenação, essa primeira rodada de comunicação pode permitir aos jogadores selecionar entre vários equilíbrios, assim, alcançando maiores retornos do que no caso descoordenado. As mensagens e estratégias que produzem esse resultado são simétricas para cada jogador. São elas: 1) anunciar a ópera ou futebol com probabilidade simétrica 2) se uma pessoa anuncia a ópera (ou futebol) em seguida, ao ouvir esta mensagem a outra pessoa vai dizer ópera (ou futebol) também (Farrell e Rabin, 1996). Se ambos anunciarem diferentes opções nenhuma coordenação é alcançada. No caso de apenas um jogador mandando mensagem, isto poderia dar também àquele jogador a vantagem do pioneirismo.
Não é garantido, no entanto, que a conversa fiada terá um efeito sobre o equilíbrio de recompensas. Outro jogo, o Dilema do Prisioneiro, é um jogo cujo único equilíbrio está em estratégias dominantes. Qualquer conversa fiada pré-jogo será ignorada e os jogadores irão usar estrategias dominantes (trair, trair) independente das mensagens enviadas.

### Aplicações biológicas
Tem sido comumente argumentado que a conversa fiada não tem qualquer efeito sobre a estrutura subjacente do jogo. Na biologia autores têm muitas vezes argumentado que a sinalização onerosa explica melhor a sinalização entre os animais (ver princípio da Desvantagem,Teoria dos sinais). Esta crença geral tem recebido alguns desafios (ver o trabalho de Carl Bergstrom e Brian Skyrms 2002, 2004). Em particular, vários modelos usando a teoria evolutiva dos jogos indicam que a conversa fiada pode ter efeitos na dinâmica evolutiva de jogos específicos.